# 兵补
兵补是日本帝国陆军在于二战期间占领荷属东印度期间组织的印尼人单位。加入兵补的印尼青年无法晋升到较高衔级，兵补成员必须向所有日本公民——无论平民还是军人——行礼。後來所有与日方合作的外籍部队也被叫作兵补。